# قهرآباد علیا
قهرآباد علیا روستایی از توابع بخش مرکزی در شهرستان سقز است که در استان کردستان ایران قرار دارد.
این روستا در ۳۲ کیلومتری شهر سقز و ۱۰ کیلومتری شهر بوکان در منطقهٔ موکریان قرار دارد و در واقع مرز بین استان کردستان و آذربایجان غربی است. رودخانهٔ سیمینه رود یا تاتائو از این روستا می‌گذرد و به دلیل داشتن زمین‌های حاصلخیز، شغل بیشتر مردم روستا کشاورزی است و یکی از قطب‌های کشاورزی شهرستان سقز می‌باشد.

## جمعیت
این روستا در دهستان ترجان واقع شده و براساس سرشماری سال ۱۳۸۵، جمعیت آن ۹۵ نفر (۱۷ خانوار) بوده‌است.